# Джонатан Перейра
Джонатан Карлос Перейра Соуза (роден на 4 април 1995) или просто Джонатан, е бразилски футболист, който играе като защитник.

## Кариера
Той е юноша на бразилския клуб Гояш. През февруари 2018 г. подписва договор с украинския Стал Камянске. През август 2018г. подписва с Ботев (Пловдив), където изиграва 61 мача. . След три години в Ботев, подписва с Берое (Стара Загора).